# Schlossberg (Herrenberg)
Der Schlossberg ist ein 522,9 m ü. NHN hoher Berg am Westende des Schönbuchs. Er liegt in Herrenberg im baden-württembergischen Landkreis Böblingen. Den höchsten Punkt bildet der Gipfel des Kanonenbuckels im Bereich der Schlossruine.
Auf der Gipfelregion befindet sich die Ruine des Schlosses Herrenberg mit Aussichtsturm Schlossbergturm, auf dem Südwesthang steht die Stiftskirche Herrenberg und auf dem Südsüdwesthang eine Propstei – markante Bauwerke der Stadt.

## Geographie

### Lage
Der Schlossberg erhebt sich am westlichen Schönbuchtrauf sowie am Westrand des Herrenberger Forsts und des Naturparks Schönbuch. Sein Gipfel liegt 370 m nordöstlich vom Marktplatz des Herrenberger Kernorts, der sich fast gänzlich um den Berg herumzieht. Nur nach Nordosten leitet die Landschaft über den schmalen Bergrücken bei der Kirchhalde (mind. 510 m) zum Höhenzug Alter Rain (ca. 555 m), durch den der Schönbuchtunnel (A 81) führt, über.
Westlich vorbei am Schlossberg und durch Herrenberg fließt der Aischbach, ein Zufluss der 2,1 km südwestlich des Gipfels am Ortsrand entspringenden Ammer.

### Naturräumliche Zuordnung
Der Schlossberg gehört in der naturräumlichen Haupteinheitengruppe Schwäbisches Keuper-Lias-Land (Nr. 10), in der Haupteinheit Schönbuch und Glemswald (104) und in der Untereinheit Schönbuch (104.1) zum äußeren Westen des Naturraums Südlicher Schönbuch (104.12); mit dem Hauptteil dieses Naturraums ist er über die Erhebung an der Kirchhalde und beim Alten Rain verbunden.
Die Landschaft fällt nach Norden bis Nordwesten in den Naturraum Randgebiete der Schwippebucht (122.47) ab, nach Südwesten in den Naturraum Schiefe Ebene von Kuppingen (122.49) und nach Süden bis Südosten in den Naturraum Östlicher Korngäurand (122.42); alle drei zählen in der Haupteinheitengruppe Neckar- und Tauber-Gäuplatten (12) und in der Haupteinheit Obere Gäue (122) zur Untereinheit Oberes Gäu (122.4).

## Schutzgebiete
Auf dem Schlossberg liegen Teile des Landschaftsschutzgebiets Schönbuchrand zwischen Herrenberg und Bundesstraße 14 mit Herrenberger Schloßberg (CDDA-Nr. 324248; 1974 ausgewiesen; 1,2297 km² groß). Bis an die Erhebung bei der Kirchhalde reichen das Vogelschutzgebiet Schönbuch (VSG-Nr. 7420-441; 153,6203 km²) und das Fauna-Flora-Habitat-Gebiet Schönbuch (FFH-Nr. 7420-341; 112,4713 km²).

## Bauwerke
Auf der Gipfelregion des Schlossbergs befindet sich die Ruine des Schlosses Herrenberg, dessen urkundliche Geschichte 1220 beginnt. In der Burganlage steht auf dem Stumpf des einstigen Pulverturms der Aussichtsturm Schlossbergturm, dessen Bau ab 1957 eingeleitet wurde. Von seiner Aussichtsplattform fällt der Blick insbesondere hinab auf das am Berg liegende Herrenberg und unter anderem zur Schwäbischen Alb.
Auf dem Südwesthang des Berges steht die zwischen 1276 und 1493 erbaute Stiftskirche Herrenberg und nahe davon auf dem Südsüdwesthang die 1439/1440 errichtete Herrenberger Propstei. Sie alle sind markante Bauwerke der Stadt. Auf der nordöstlich des Berges bei der Kirchhalde liegenden Erhebung gibt es einen Wasserbehälter und einen Sendeturm.

## Verkehrsanbindung und Wandern
Durch das am Schlossberg liegende Herrenberg führt die Bundesstraße 14. Von dieser Straße zweigt nördlich des Berges in der Ortschaft die kurze Benzstraße ab. Diese Straße stößt auf den ineinander übergehenden Straßenzug Stuttgarter Straße, Am Joachimsberg und Kuhsteige, der durch Wohngebiete überwiegend nach Nordosten aufwärts zum auf den Hochlagen der Kirchhalde liegenden Wandererparkplatz Rotes Meer verläuft. Daran schließt sich die schmale Straße Schlossberg an, die südwestwärts zum auf der Gipfelregion des Schlossberges liegenden Parkplatz Schlossberg führt. Von dort sind wenige Meter zum Schlosskeller und, daran vorbei, zum Schlossbergturm zu laufen.
Über den Schlossberg führen der Martinusweg und der Weg Roter Punkt, Herrenberg–Naturfreundehaus, der von Herrenberg zum westlich des nahen Stellbergs stehenden Naturfreundehaus Am Schönbuch verläuft. Von Herrenberg hinauf führt der Jerg Ratgeb Skulpturenpfad.